# Chrám svaté Teodory ze Sihly (Kišiněv)
Chrám svaté Teodory ze Sihly (rumunsky Biserica Sfânta Teodora de la Sihla) je katedrální chrám rumunské pravoslavné církve, který se nachází v Kišiněvě, hlavním městě Moldavska. Je sídelním chrámem besarabské metropolie.

## Historie
Chrám se nachází v centru města, v ulici Alexandra Puškina. Postaven byl v roce 1895 jakožto kaple sousedního dívčího gymnázia Besarabské gubernie, nicméně nebyl dán do liturgického užívání. Autorem stavby je ruský architekt Alexandr Bernardazzi, který ji provedl v eklektickém stylu. Pro potřeby gymnázia byla následně postavena jiná kaple. K vysvěcení stavby došlo až v roce 1922, kdy se Besarábie stala součástí Rumunska. Stavba se stala kaplí sousedního gymnázia, za patrona byl vybrán svatý Teodor Tiro. Po vstupu sovětských vojsk do Kišiněva v roce 1940 byla budova upravena na muzeum náboženství a ateismu. Když rumunská armáda území dobyla zpět, byl chrám v roce 1942 opět vysvěcen. Po druhé světové válce, kdy se Moldavsko stalo součástí Sovětského svazu, byla kaple upravena na tělocvičnu. Od roku 1978 v ní fungovalo muzeum ateismu, později přejmenované na muzeum historie náboženství.

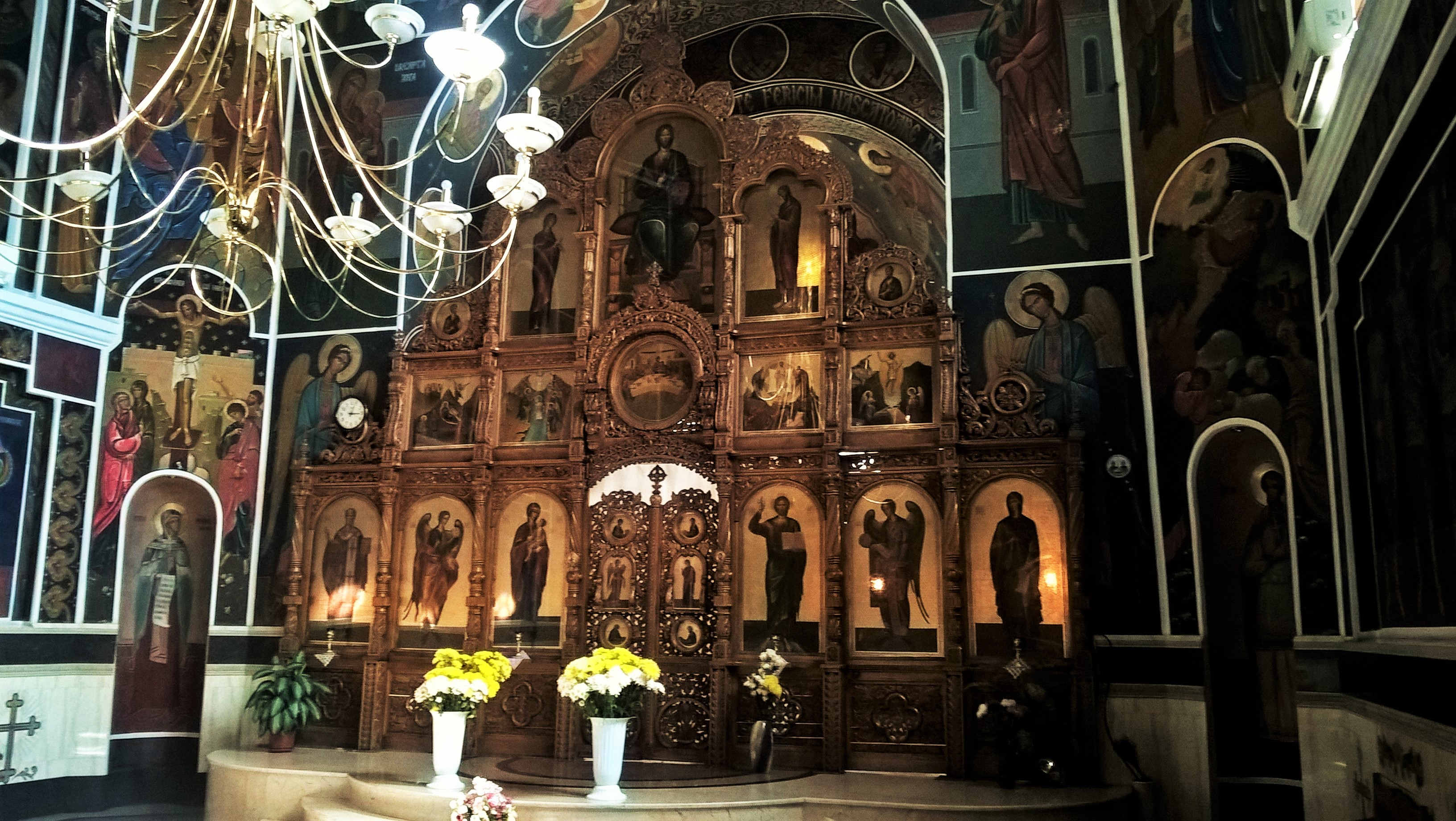
Ikonostas v chrámu svaté Teodory ze Sihly

K obnovení liturgické funkce stavby došlo v roce 1991, kdy se rozpadl Sovětský svaz. Byla také vybrána také nová patronka, svatá Teodora ze Sihly. Svatyni získala rumunská pravoslavná církev, která ji určila jako katedrální chrám své kišiněvské arcidiecéze a sídlo besarabské metropolie.